# قوم‌بلاغ (توزلوجا)
قوم‌بلاغ (به ترکی استانبولی: Kumbulak، به ارمنی: Գոմք) یک منطقهٔ مسکونی در ترکیه است که در استان ایغدیر واقع شده‌است. قوم‌بلاغ ۲۰ نفر جمعیت دارد و ۲٬۱۰۴ متر بالاتر از سطح دریا واقع شده‌است.